# Cephalocladia
Cephalocladia is een geslacht van vlinders van de familie Megalopygidae.

## Soorten
- C. fulvicornis (Dognin, 1923)
- C. mossi Hopp, 1927
- C. werneri Hopp, 1927